# Apollo-Hochhaus

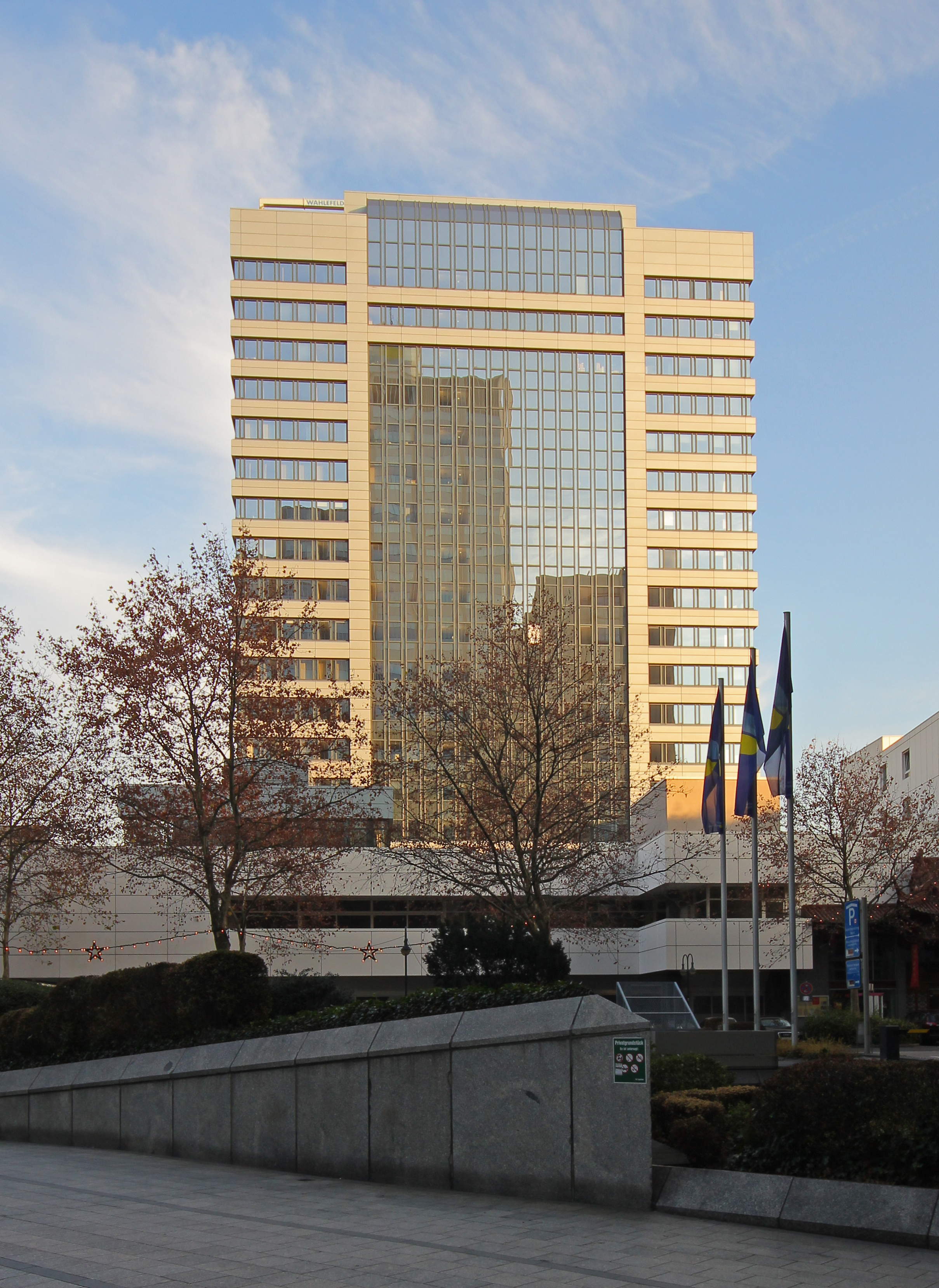
Apollo-Hochhaus

Das Apollo-Hochhaus (ehemals 3M-Hochhaus) ist ein Hochhaus in Düsseldorf an der Königsallee 106.

## Geschichte
Das Bürogebäude wurde als Nachfolgebau nach dem zuvor an diesem Platz existierenden Apollo-Theater benannt, welches im Jahr 1966 abgerissen wurde. Das Haus gehört mit einer Höhe von 69 m (18 oberirdische Etagen) zu den mittelhohen Gebäuden der Stadt. Es wurde im Jahr 1967 von den Architekten M. Gandke und H. P. Jensen fertiggestellt und enthält gewerbliche Büroflächen. Eine Renovierung fand im Jahr 1995 statt.